# Vida salvatge de Ruanda

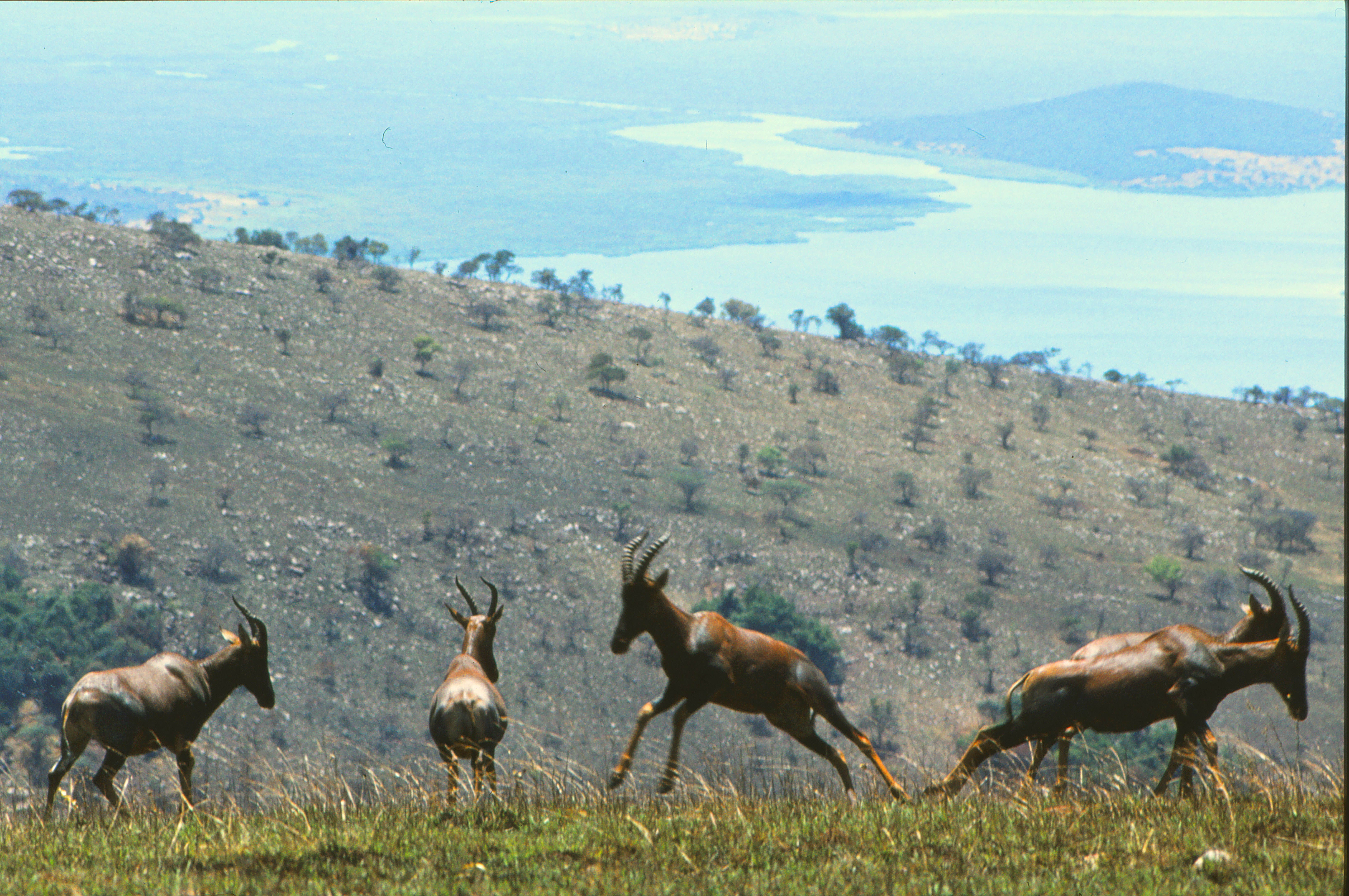
Topis al Parc Nacional d'Akagera

La vida salvatge de Ruanda comprèn la seva flora i fauna. En temps prehistòrics va consistir en bosc montà en un terç del territori de l'actual Ruanda. No obstant això, la vegetació natural ara està restringida principalment als tres Parcs Nacionals i quatre reserves forestals petites, amb agricultura en feixes que domina la resta del país.

## Geografia
Ruanda és un estat sense litoral a l'Àfrica central, vorejat per Burundi, República Democràtica del Congo, Tanzània i Uganda. Té una superfície de 26.338 km² dels quals 26.668 km² és de terra i 1.670 km² és d'aigua. El seu punt més alt és el volcà Karisimbi a 4.519 m, mentre que és el punt més baix de riu Rusizi a 950 m. La geografia de Ruanda està dominat per pastures de sabana amb aproximadament el 46 per cent de les terres cultivables i el 9,5 per cent dedicat a cultius permanents. Les terres altes cobertes d'herba i turons són característiques predominants del camp, mentre que el relleu del país és descrit com muntanyenc, la seva altitud demostra una disminució des de l'oest cap a l'est.
| Esquerra: la confluència dels rius Kagera i Ruvubu a prop de les Cascades Rusumo, Ruanda/Tanzània. Dreta: el Parc Nacional dels Volcans (fons) engloba una porció de la cadena volcànica Virungas, l'últim hàbitat del goril·la de muntanya. |  | Esquerra: la confluència dels rius Kagera i Ruvubu a prop de les Cascades Rusumo, Ruanda/Tanzània. Dreta: el Parc Nacional dels Volcans (fons) engloba una porció de la cadena volcànica Virungas, l'últim hàbitat del goril·la de muntanya. |
| Esquerra: la confluència dels rius Kagera i Ruvubu a prop de les Cascades Rusumo, Ruanda/Tanzània. Dreta: el Parc Nacional dels Volcans (fons) engloba una porció de la cadena volcànica Virungas, l'últim hàbitat del goril·la de muntanya. |  | |

Una característica única en la geografia i la geologia de Ruanda és la Gran Vall del Rift d'Àfrica. Com a part d'aquesta bretxa, la Falla Albertina passa pel bosc de Nyungwe. És una característica muntanyosa que "en conjunt, alberga aus, mamífers i amfibis més endèmics que qualsevol altra regió d'Àfrica".
Una vall del Rift es defineix com: "Una bretxa és on seccions de la terra s'estan estenent lentament durant milions d'anys, creant muntanyes, llacs, valls i volcans". Una altra característica és la Divisòria Congo-Nil. Aquest recorregut de muntanya passa per Ruanda en sentit nord a sud.
El riu Nyabarongo és el major riu a Ruanda que forma part del capçal superior del Nil i representa gairebé el 66% dels recursos hídrics del país alimentats per una conca que rep una precipitació mitjana anual de més de 2000 mm.
El país té un clima temperat amb temporades de dues temporades de pluges a l'any, de febrer a abril i novament de novembre a gener. Les temperatures a la muntanya són suaus, però hi ha la possibilitat de gelades i neu.

## Àrees protegides
| A l'esquerra: mare i cria de goril·la al Parc Nacional dels Volcans. Dreta: joves goril·les agredeixen turistes al Parc Nacional dels Volcans |  | A l'esquerra: mare i cria de goril·la al Parc Nacional dels Volcans. Dreta: joves goril·les agredeixen turistes al Parc Nacional dels Volcans |
| A l'esquerra: mare i cria de goril·la al Parc Nacional dels Volcans. Dreta: joves goril·les agredeixen turistes al Parc Nacional dels Volcans |  | |

Només hi ha tres àrees protegides establertes com a parcs nacionals. El Parc Nacional d'Akagera cobreix l'àrea de 108.500 ha, el Parc Nacional de Nyungwe té en l'àrea de 101.900 ha i el Parc Nacional dels Volcans té en l'àrea de 16.000 hectàrees. A més les reserves forestals són la reserva Forestal Gishwati (700 ha), Reserva Forestal Mukura (1600 ha), Reserva Forestal Busaga (150 ha) i el bosc Buhanga bosc i el bosc de galeria a la província oriental d'aproximadament 160 hectàrees.
El bosc de Nyungwe és la gran extensió més gran que queda del bosc, que conté 200 espècies d'arbres, així com orquídies i begonies. La vegetació al Parc Nacional dels Volcans és principalment bambú i aiguamolls, amb petites zones forestals. Per contra, Akagera té un ecosistema de sabana en què l'acàcia domina la flora. Hi ha diverses espècies de plantes rares o en perill d'extinció a Akagera, incloses Markhamia lutea i Eulophia guineensis.

## Flora

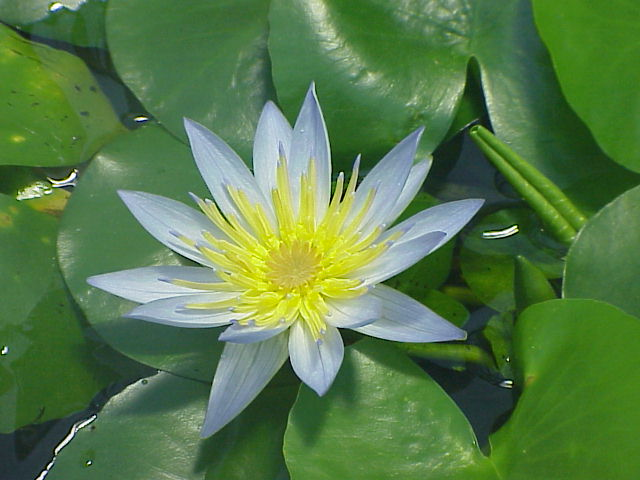
Nymphaea thermarum és endèmica a Ruanda.

La coberta forestal a Ruanda en 2007 sumava 240.746,53 hectàrees i consta de boscos naturals humits en el 33,15% de la zona, boscos naturals degradats que cobreixen el 15,79%, bosc de bambú d'1,82%, sabanes que representen l'1,55%, grans plantacions d'eucaliptus el 26,4%, recents plantacions d'eucaliptus i muntanya baixa i 5,01 % de les plantacions de pins. El bosc montà, un dels boscos més antics que daten de fins i tot abans de l'Edat de gel que té una riquesa única de 200 espècies d'arbres, moltes plantes amb flors inclosa la lobelia gegant i moltes orquídies de colors. Hi ha més de 140 espècies d'orquídies a la flora de l'àrea del bosc de Nyungwe.
Hi ha quatre categories forestals definides. Aquests són: el Bosc Alt del Congo Nil, un bosc natural que engloba els parcs i reserves nacionals; la sabana i els boscos-galeria; plantacions forestals amb espècies d' Eucalyptus sp, Pinus sp, i Grevillea robusta; i àrees agroforestals a les terres agrícoles i, per tant, mesures anti-erosió.
El lliri aquàtic més petit del món, Nymphaea thermarum, era endèmica no només a Ruanda, sinó al fang humit format pel desbordament d'una deu d'aigua dolça a Mashyuza. Es va extingir en llibertat el 2008 quan els pagesos locals van començar a utilitzar la deu per a l'agricultura. Els agricultors van tallar el flux del deu, que va assecar l'àrea petita (només uns pocs metres quadrats), que era l'hàbitat sencer del lliri. Carlos Magdalena, als Royal Botanic Gardens de Kew, va aconseguir germinar algunes de les últimes 20 llavors; vuit van començar a florir i madurar en poques setmanes i al novembre de 2009, els lliris florien per primera vegada.

## Fauna
La major diversitat de mamífers de grans dimensions es troba en els tres parcs nacionals, que es designen les àrees de conservació. Akagera conté animals típics de la sabana com ara girafes i elefants, mentre que els Volcans és la llar d'aproximadament un terç de la població de goril·les de muntanya d'arreu del món.
El bosc de Nyungwe compta amb tretze espècies de primats, incloesos ximpanzé i el colobus de Ruwenzori, micos arboris; els colobus Ruwenzori es mouen en grups de fins a 400 individus, la major tropa de qualsevol primat a Àfrica.
S'ha informat de vint espècies de mamífers per la web de Diversitat Animal de la Geology University de Michigan.

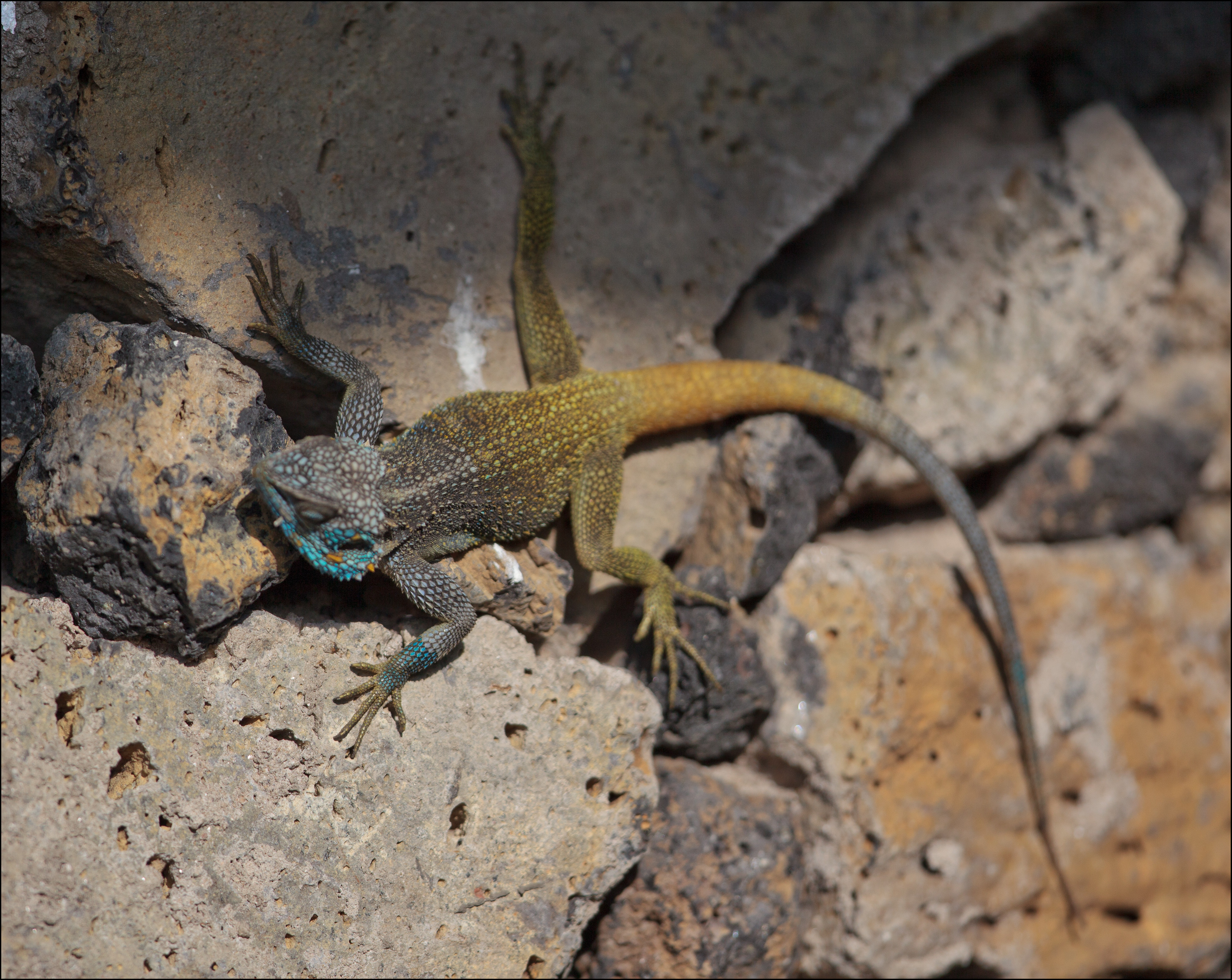
Acanthocercus atricollis a les sorres del llac Kivu a Ruanda.

- Dendrohyrax arboreus (Damà arborícola meridional)
- Delanymyinae (ratolí dels aiguamolls de Delany)
- Cercopithecus lhoesti (Mico de L'hoest)
- Cercopithecus hamlyni (Mico cara de mussol)
- Colobus angolensis (Colobus angolès)
- Scutisorex somereni (Musaranya cuirassada)
- Gorilla beringei (goril·la oriental)
- Profelis aurata (gat daurat africà)
- Gorilla gorilla (goril·la occidental)
- Galago moholi (galago sud-africà)
- Aonyx capensis (llúdria del Cap)
- Equus burchellii (zebra de Burchell)
- Hippopotamus amphibius (hipopòtam)
- Aepyceros melampus (impala)
- Colobus guereza (Còlob de crinera oriental)
- Epomops franqueti (Ratpenat de xarretera de Franquet)

Els primats són les espècies dominants de la fauna del Bosc de Nyungwe. Les espècies reportades són el còlob de Ruwenzori, micos de l'Hoest i ximpanzés (gran concentració més gran de 13 espècies). Una de les espècies d'amfibis informades és l'Hyperolius viridiflavus.

### Ocells

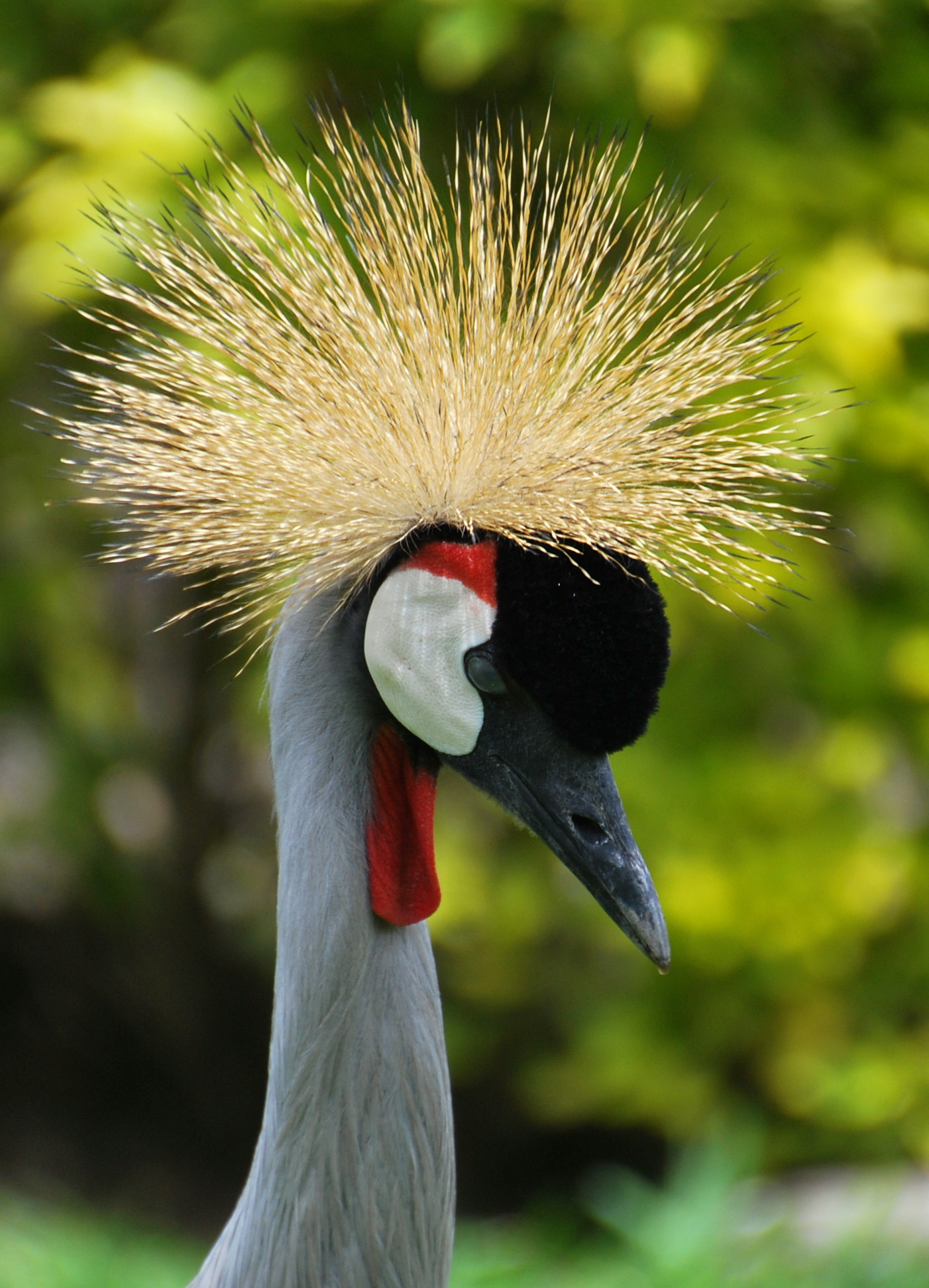
Grua de corona grisa a Ruhengeri, Ruanda.

Hi ha 670 espècies d'ocells a Ruanda, amb variació entre l'est i l'oest. Tanmateix, la Birdlist Organization va informar que el nombre d'espècies segons els criteris Wice era de 711. El bosc de Nyungwe, a l'oest, té 280 espècies registrades, de les que 26 són endèmiques del Rift Albertí; entre les espècies endèmiques hi ha el turac del Rwenzori i el francolí noble.
L'est de Ruanda, per contra, compta amb les aus de la sabana com ara el Laniarius erythrogaster i aquells associats amb pantans i llacs, entre ells cigonyes i grues. A més, d'acord amb l'Avi Base Organization, les espècies en perill d'extinció a nivell mundial són 9 i les espècies introduïdes són tres d'un total de 692 espècies en 2012. També s'han registrat Balaeniceps rex (bec d'esclop) i Agapornis fischeri.
El bosc de Nyungwe és designat Àrees importants per a la conservació de les aus (IBA) llistada per BirdLife International. El turac gegant és una espècie d'au molt prominent que es troben en gran nombre. És de color blau, vermell i verd, que es descriu com un "au que flueix d'un arbre a un altre com una processó de galls dindis psicodèlics simplificats". L'abellarol europeu Merops apiaster és una espècie d'au migrant en aquesta zona forestal durant la temporada d'hivern. Els aiguamolls de Rugezi apleguen la més gran zona de cria a Ruanda de Grua coronada collgrisa. El Ploceus alienus i el Hedydipna collaris han aparegut en segells de Ruanda.
La llista d'espècies d'aus en perill d'extinció a nivell mundial, segons l'informat per les dades Avibase de BirdLife International, són els següents.
Amenaçats
- Ardeola idae (Martinet ros de Madagascar)
- Necrosyrtes monachus (Aufrany fosc)
- Gyps africanus (Voltor dorsiblanc africà)
- Gyps rueppellii (Voltor de Rüppell)
- Balearica regulorum (Grua coronada collgrisa)
- Bradypterus graueri (Picapedra de Grauer)

Gairebé amenaçats
- Ficedula semitorquata (Papamosques de mig collar)
- Malaconotus lagdeni (gladiador de Lagden)
- Laniarius mufumbiri
- Agapornis fischeri
- Falco concolor (falcó fumat)
- Falco vespertinus (xoriguer cama-roig)
- Indicator pumilio (Indicador de la mel nan)
- Lybius rubrifacies (barbut cara-roig)
- Coracias garrulus (gaig blau comú)
- Rynchops flavirostris (bec de tisora africà)
- Glareola nordmanni (Perdiu de mar alanegra)
- Gallinago media (becadell gros)
- Limosa limosa (tètol cuanegre)
- Numenius arquata (becut euroasiàtic)
- Neotis denhami (pioc de Denham)
- Circus macrourus (arpella pàl·lida russa)
- Polemaetus bellicosus (àguila marcial)
- Stephanoaetus coronatus (àguila coronada)
- Terathopius ecaudatus (àguila batallaire)
- Oxyura maccoa (Malvasia africana)
- Phoenicopterus minor (flamenc menut)

Vulnerable
- Balaeniceps rex (bec d'esclop)
- Sagittarius serpentarius (secretari)
- Trigonoceps occipitalis (voltor capblanc)
- Circaetus beaudouini (sepentari del Sahel)
- Glaucidium albertinum (mussolet d'Albertine)
- Bucorvus leadbeateri (Calau terrestre meridional)
- Hirundo atrocaerulea (oreneta blava)
- Calamonastides gracilirostris
- Cryptospiza shelleyi (estrilda de Shelley)

## Conservació
Els parcs nacionals i reserves forestals estan en perill a causa de la caça furtiva, les plantes invasores com jacint d'aigua, pasturatge de bestiar no autoritzat, la pesca il·legal, els incendis forestals, la mineria, la collita de bambú, la invasió de terres protegides per al cultiu agrícola, la recol·lecció de llenya, manteniment i extracció de d'herbes. Aquesta situació s'atribueix als problemes de governança que manquen d'actes i directrius legals i una gran pressió antropogènica.
S'han instituït plans de gestió de conservació per a totes les àrees protegides que impliquen la comunitat de pobles que viuen a les àrees protegides i als seus voltants. Les activitats de conservació s'han centrat en l'augment de la densitat forestal plantant arbres en una "auto-rehabilitació natural i regeneració natural d'espècies primàries i d'alt valor". La plantació ha implicat espècies com la carissa macrocarpa, entandrophragma (un gènere d'onze espècies d'arbres caducifolis) i la symphonia globulifera, i erigint una tanca protectora sobre la frontera de les reserves forestals utilitzant plantes espinoses lleguminoses.
Un dels esforços concrets iniciats pel Govern de Ruanda és augmentar el nombre d'àrees protegides i proliferar les plantacions d'arbres per augmentar la superfície forestal actual del 10% al 20% el 2020.